# Eila Helander
Eila Marjatta Helander, född 23 september 1946 i Helsingfors, är en finländsk sociolog.
Helander blev teologie kandidat 1969 och filosofie doktor 1986 på en avhandling om religiös bakgrund hos studenterna vid Trinidads universitet. Hon blev lärare för diakonissor i Helsingfors 1970 och har därefter undervisat studerande bland annat i Östafrika och Karibien. Hon blev docent vid Helsingfors universitet 1988 och utnämndes till professor i kyrkosociologi 1997. Av hennes övriga skrifter kan nämnas Naiset eivät vaienneet (1987), i vilken hon påvisade att kvinnliga evangelisters inflytande avtar när rörelsen institutionaliseras.